# Motocyklowe Grand Prix Japonii 2004
Motocyklowe Grand Prix Japonii 2004 – dwunasta eliminacja Motocyklowych Mistrzostw Świata, rozegrana 17 - 19 września 2004. Po wypadku Daijirō Katō FIM uważając że tor Suzuka jest niebezpieczny dla motocyklistów, przeniosła Grand Prix Japonii na tor Twin Ring Motegi w Motegi, na którym odbywało się przez 4 lata Grand Prix Pacyfiku.

## Wyniki MotoGP
| Pozycja | Motocyklista      | Motocykl   | Czas / Strata | Start | Punkty |
| ------- | ----------------- | ---------- | ------------- | ----- | ------ |
| 1       | Makoto Tamada     | Honda      | 43:43,220     | 1     | 25     |
| 2       | Valentino Rossi   | Yamaha     | +6,168        | 3     | 20     |
| 3       | Shinya Nakano     | Kawasaki   | +13,396       | 12    | 16     |
| 4       | Alex Barros       | Honda      | +15,435       | 10    | 13     |
| 5       | Marco Melandri    | Yamaha     | +23,577       | 6     | 11     |
| 6       | Sete Gibernau     | Honda      | +27,378       | 13    | 10     |
| 7       | Carlos Checa      | Yamaha     | +35,834       | 11    | 9      |
| 8       | Neil Hodgson      | Ducati     | +47,976       | 17    | 8      |
| 9       | Ruben Xaus        | Ducati     | +49,881       | 18    | 7      |
| 10      | Alex Hofmann      | Kawasaki   | +56,107       | 19    | 6      |
| 11      | Olivier Jacque    | Moriwaki   | +1:21,237     | 21    | 5      |
| 12      | Jeremy McWilliams | Aprilia    | +1:27,683     | 20    | 4      |
| 13      | Shane Byrne       | Aprilia    | +1 okr.       | 23    | 3      |
| 14      | Nobuatsu Aoki     | Proton     | +1 okr.       | 22    | 2      |
| 15      | Youichi Ui        | Harris WCM | +1 okr.       | 24    | 1      |
| NS      | Troy Bayliss      | Ducati     | wycofał się   | 16    |        |
| NS      | Norifumi Abe      | Yamaha     | wycofał się   | 15    |        |
| NS      | Tohru Ukawa       | Honda      | wycofał się   | 14    |        |
| NS      | Colin Edwards     | Honda      | wycofał się   | 5     |        |
| NS      | Nicky Hayden      | Honda      | wycofał się   | 9     |        |
| NS      | Loris Capirossi   | Ducati     | wycofał się   | 7     |        |
| NS      | John Hopkins      | Suzuki     | wycofał się   | 2     |        |
| NS      | Kenny Roberts Jr. | Suzuki     | wycofał się   | 8     |        |
| NS      | Max Biaggi        | Honda      | wycofał się   | 4     |        |